# 太古乡
太古乡，是中华人民共和国山西省临汾市大宁县下辖的一个乡镇级行政单位。2021年5月，撤销太古乡、徐家垛乡，合并设立太古镇。

## 行政区划
太古乡下辖以下地区：
太古村、仪里村、处河村、东庄村、坦达村、六儿岭村和后腰村。